# Edvard Gustafsson
Sten Edvard Karl Gustafsson, född 26 september 1923 i Vänersborg, död 2008 i Ängelholm, var en svensk arkitekt.
Gustafsson, som var son till förste landskanslist P.E. Gustafsson och Rut Jansson, avlade studentexamen 1944 och utexaminerades från Chalmers tekniska högskola 1952. Han blev lärare vid Hässleholms tekniska skola 1950, anställdes på Göteborgs stads fastighetskontor 1952, på stadsarkitektkontoret i Borås stad 1957, blev biträdande länsarkitekt i Älvsborgs län 1959, chef för avdelningen för samhällsplanering hos Landsbygdens Byggnadsförening (senare Kommunernas konsultbyrå) 1964 och var stadsarkitekt i Ängelholms stad/kommun från 1967 till pensioneringen.